# Live Demonstration
Live Demonstration è una audiocassetta dimostrativa registrata dalla band inglese Oasis nel 1993, prima di salire alla ribalta nazionale e mondiale. 
Grazie a questa cassetta il gruppo riuscì ad assicurarsi un contratto con l'etichetta Creation Records. Molte delle canzoni contenute in questa cassetta sarebbero poi state incluse in Definitely Maybe, l'album d'esordio. 

## Genesi e pubblicazione
Nel 1992 gli Oasis, attivi da circa un anno ma ancora privi di un contratto discografico, decisero di tentare la svolta della propria carriera. Noel Gallagher contattò  Tony Griffiths della band di Liverpool Real People, che conosceva per aver condiviso l'esperienza di roadie per gli Inspiral Carpets qualche anno prima. Noel chiese a Tony di poter registrare alcune canzoni nello studio dei Real People. Nella primavera del 1993, supportati da Tony Griffiths e dal fratello Chris, gli Oasis si recarono nello studio di Dock Road a Liverpool e registrarono una dozzina di pezzi, di cui sei sarebbero finiti sull'audiocassetta. I brani D'Yer Wanna Be A Spaceman? e Married With Children furono registrati a casa del co-produttore Mark Coyle.
Della cassetta furono fatte svariate copie, una decina delle quali, accompagnate da una spirale che ritraeva la Union Jack e il nome "Oasis" (logo disegnato da Tony French), furono inviate a case discografiche e dj a scopo promozionale. La band distribuì altre audiocassette prive del logo, ma con alcune note e la lista delle tracce scritta a mano.
Il 29 maggio 1993 gli Oasis noleggiarono un furgone e si misero in viaggio alla volta del al King Tut's, pub di Glasgow, dove riuscirono ad esibirsi malgrado non fossero presenti nella scaletta della serata. Quei quattro brani furono sufficienti perché Alan McGee, capo della Creation Records, rimanesse rapito dal suono della band e dalla voce e presenza scenica di Liam Gallagher. Alla fine dell'esibizione Noel consegnò ad Alan McGee una copia di Live Demonstration. Sei mesi più tardi gli Oasis avrebbero apposto la propria firma su un contratto discografico da sei album con la Creation Records, gettando le basi per la loro scalata verso la fama internazionale.

## Riedizione
La cassetta Live Demonstration è stata ripubblicata in edizione limitata il 12 aprile 2014, per celebrare il ventennale della pubblicazione dell'album Definitely Maybe. La riedizione, quasi uguale all'originale, riporta l'etichetta con scrittura a mano, il logo della band con la Union Jack e le informazioni di recapito di Noel Gallagher. Le uniche differenze sono la dicitura "Oasis" in luogo dell'originale "Oasis Live", il simbolo del copyright "Ⓟ & © 1993 Big Brother Recordings Ltd" sulla cassetta e le note di copertina scritte da Mark Coyle.

## Collezionismo
Questa audiocassetta è uno dei pezzi più ambiti da tutti i fan degli Oasis e dai collezionisti. Una di queste audiocassette (che dovrebbero essere all'incirca una decina) è stata messa all'asta su eBay nell'inverno del 2013, raggiungendo una cifra che si aggirava intorno ai 1300 euro.

## Lista delle tracce
Canzoni scritte da Noel Gallagher.
Lato A
1. Cloudburst
2. Columbia
3. D'yer Wanna Be a Spaceman?
4. Strange Thing

Lato B
1. Bring It on Down
2. Married with Children
3. Fade Away
4. Rock 'n' Roll Star